# The Beatles em Bangor
No final de agosto de 1967, a banda de rock inglesa The Beatles participou de um seminário sobre Meditação Transcendental (MT), ministrado pelo criador da MT, Maharishi Mahesh Yogi, no Bangor Normal College, em Bangor, País de Gales. A visita atraiu publicidade internacional para a Meditação Transcendental e apresentou ao movimento jovem da década de 1960 uma alternativa às drogas psicodélicas como meio de atingir uma consciência mais elevada. O apoio dos Beatles à técnica seguiu-se à incorporação de influências musicais e filosóficas indianas em seu trabalho, e foi motivado pela desilusão de George Harrison com sua visita ao distrito de Haight-Ashbury, em São Francisco, no início de agosto.
A imprensa britânica apelidou o trem que transportou os Beatles de Londres para Bangor de "Especial Místico", e alguns reagiram com desconfiança à repentina devoção da banda ao Maharishi. Os quatro membros da banda estavam acompanhados por seus parceiros e por outros artistas, como Mick Jagger, Marianne Faithfull e Cilla Black. Em 27 de agosto, os Beatles souberam da morte de seu empresário, Brian Epstein, e interromperam a visita. Os quatro ficaram impressionados com os ensinamentos do Maharishi e concordaram em se juntar a ele em seu ashram em Rishikesh, na Índia, para aprofundar seus estudos em meditação.

## Antecedentes e introdução à Maharishi

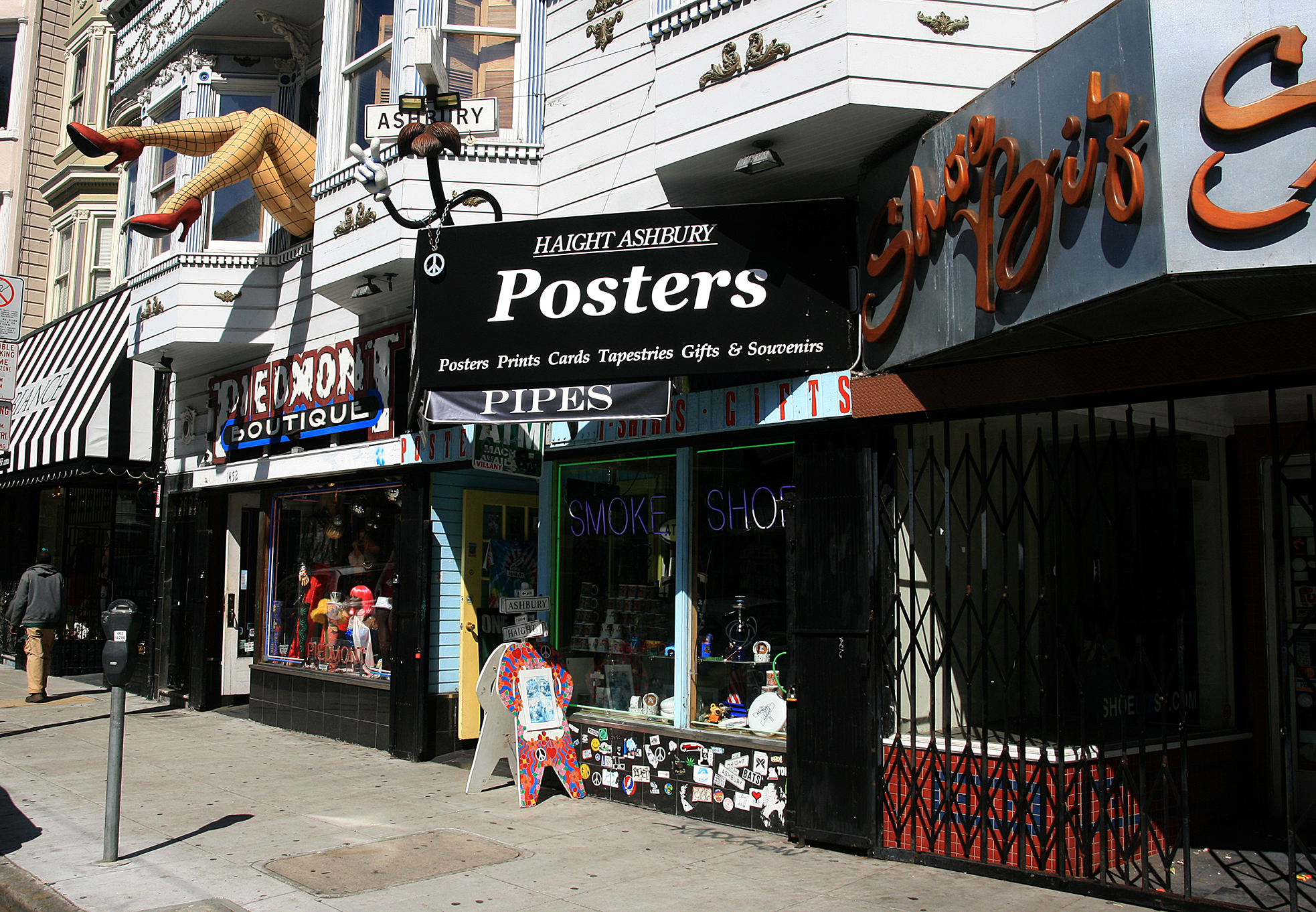
Vitrines contemporâneas em Haight-Ashbury. Os Beatles adotaram a Meditação Transcendental após a visita de Harrison a Haight-Ashbury, então um epicentro da contracultura, e sua desilusão com a cultura das drogas de lá.

Em meados da década de 1960, os Beatles se interessaram pela cultura indiana, depois que os membros da banda, particularmente John Lennon e George Harrison, começaram a usar a droga psicodélica dietilamida do ácido lisérgico (LSD) em um esforço para expandir sua consciência. Em setembro e outubro de 1966, Harrison visitou a Índia, onde, além de aprofundar seus estudos de sitar com o músico clássico indiano Ravi Shankar, ele desenvolveu um fascínio pela filosofia védica. Ansiosos por encontrar significado na popularidade mundial dos Beatles, Harrison e sua esposa, Pattie Boyd, investigaram várias opções em sua busca por um guru, ou professor espiritual. De acordo com Boyd, em fevereiro de 1967, ela começou a frequentar reuniões em Londres realizadas pelo Movimento de Regeneração Espiritual, uma organização que defendia a técnica de Meditação Transcendental criada por Maharishi Mahesh Yogi, e logo compartilhou suas descobertas com Harrison. No início de agosto, o casal visitou o distrito de Haight-Ashbury em São Francisco, uma área que representava o centro internacional da contracultura hippie durante o Verão do Amor. Harrison ficou consternado ao ver que Haight-Ashbury parecia ser povoada principalmente por viciados em drogas e desistentes, em vez de membros esclarecidos da contracultura. Consciente da considerável influência dos Beatles na juventude ocidental, principalmente após o lançamento de seu álbum de 1967, Sgt. Pepper's Lonely Hearts Club Band, Harrison decidiu parar de tomar LSD. Ao retornar a Londres, ele compartilhou sua decepção com Lennon, que também começou a questionar os benefícios do uso de LSD.

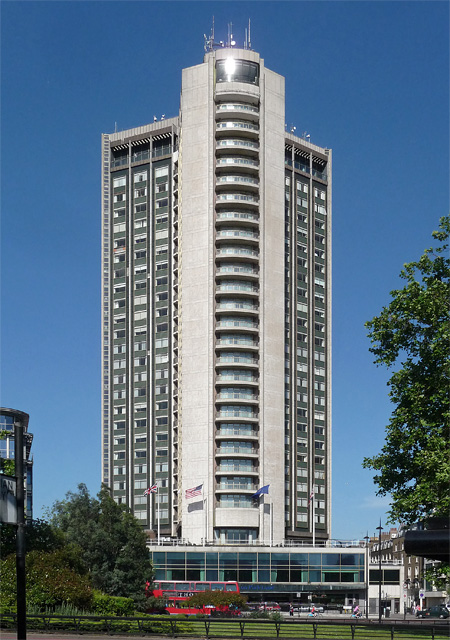
Harrison, Lennon e McCartney conheceram Maharishi no London Hilton, na Park Lane

O Maharishi era familiar aos Beatles por meio de suas aparições no programa People and Places da Granada Television anos antes. Alexis "Magic Alex" Mardas, um amigo dos Beatles, ouviu uma palestra do Maharishi em Atenas; quando foi anunciado que ele faria uma aparição pública em Londres no final de agosto, Boyd e Mardas encorajaram os Beatles a comparecer. O escultor londrino David Wynne também foi creditado com a introdução; Na lembrança de Harrison, foi Wynne quem lhe contou sobre a próxima visita do Maharishi e recomendou que Harrison comparecesse.
Em 24 de agosto, Lennon, Harrison e Paul McCartney, juntamente com seus respectivos parceiros, compareceram à palestra do Maharishi no salão de baile de London Hilton em Park Lane. Ringo Starr não estava presente, devido ao nascimento recente de seu segundo filho e de Maureen Cox, Jason. Maharishi havia anunciado sua intenção de se aposentar, então esperava-se que esse compromisso fosse o último no Ocidente. Os Beatles receberam assentos na primeira fila e então encontraram o Maharishi em sua suíte de hotel após a palestra. Durante a reunião, ele os convidou para serem seus convidados em um retiro de treinamento de dez dias que começaria no dia seguinte, em Bangor, Gwynedd, País de Gales. Impressionados com a palestra e com o Maharishi, a banda cancelou uma sessão de gravação para acompanhá-lo a Bangor.

## Partida e experiência
Em 25 de agosto, os Beatles viajaram de trem para Bangor. Em seu entusiasmo pelo Maharishi, o grupo convidou amigos como Mick Jagger, a então parceira de Jagger, Marianne Faithfull, Cilla Black e a cunhada de Harrison, Jenny Boyd. Foi a primeira vez em vários anos que a banda viajou sem seu empresário, Brian Epstein, e seus empresários de turnê, e eles nem pensaram em levar dinheiro; Lennon comentou que era "como ir a algum lugar sem calças". Os Beatles chegaram à Estação Euston de Londres no final da tarde e foram pegos por uma grande multidão, piorada pelo fato de ser a sexta-feira antes do fim de semana do feriado bancário de agosto. Eles foram deixados para carregar sua própria bagagem devido à ausência de seus assistentes e foram cercados no caminho para a plataforma da estação. A esposa de Lennon, Cynthia, se separou do grupo e foi retida por policiais que a confundiram com uma fã. Peter Brown, um executivo da empresa NEMS de Epstein, providenciou que Neil Aspinall a levasse de carro até Bangor.
A banda e sua comitiva estavam sob constante escrutínio de repórteres, fotógrafos e equipes de filmagem de televisão que apelidaram o trem de "o Especial Místico". Durante a viagem, os Beatles se juntaram à Maharishi em seu compartimento de primeira classe, em parte para escapar da atenção da imprensa. Nas lembranças de Faithfull, enquanto Harrison e Boyd eram os "verdadeiros buscadores espirituais" e Lennon também estava "à sua maneira", McCartney era "muito cínico" sobre o empreendimento. Todos os Beatles foram atraídos pela afirmação do Maharishi de que a felicidade era alcançável por meio de curtas sessões de meditação, com mudanças mínimas em seu dia de trabalho e estilo de vida regular. Starr disse mais tarde sobre seu primeiro encontro com o Maharishi: "O homem estava tão cheio de alegria e felicidade e isso simplesmente explodiu minha mente... Eu pensei 'Eu quero um pouco disso'."

Uma grande multidão de fãs se reuniu na estação ferroviária de Bangor aguardando a chegada dos Beatles. O retiro foi realizado no Bangor Normal College e serviu como um curso de iniciação em Meditação Transcendental. Os Beatles e cerca de 300 outros aprenderam os fundamentos da MT, e cada iniciado recebeu um mantra pessoal. Em uma entrevista de 1967, Harrison explicou o processo:
A vida de cada pessoa pulsa em um ritmo específico, então ela lhe dá uma palavra ou som, conhecido como mantra, que pulsa nesse ritmo. Ao usar o mantra... para transcender ao nível mais sutil do pensamento... o mantra se torna cada vez mais sutil, até que finalmente você se perde até mesmo no mantra, e então se encontra naquele nível de consciência pura.
Todos os iniciados foram convidados a doar o salário de uma semana. Lennon descreveu o acordo financeiro como "a coisa mais justa que já ouvi falar", acrescentando: "Faremos uma doação e pediremos dinheiro a qualquer pessoa que conheçamos com dinheiro... qualquer pessoa no chamado establishment que esteja preocupada com crianças enlouquecidas, drogas e tudo mais. Outra coisa bacana: todos doam o salário de uma semana quando se juntam... E isso é tudo o que você paga, apenas uma vez."
Em 26 de agosto, os Beatles anunciaram em uma coletiva de imprensa que estavam abandonando as drogas alucinógenas. O anúncio ocorreu como uma reviravolta depois que McCartney admitiu publicamente ter tomado LSD em junho de 1967, para desespero de seus companheiros de banda. Isso estava de acordo com os ensinamentos do Maharishi, embora a decisão do grupo tivesse sido tomada antes de conhecê-lo. O Maharishi os aconselhou em particular a evitar o envolvimento com o movimento antinuclear e a apoiar o governo eleito da época. Lennon mais tarde descreveu o retiro como "incrível" e lembrou que Jagger telefonou imediatamente para seu colega de banda dos Rolling Stones, Keith Richards, dizendo-lhe para ir a Bangor com os outros membros da banda.

## Morte de Brian Epstein
Os Beatles planejaram comparecer a todo o seminário de dez dias, mas sua estadia foi interrompida pela morte de seu empresário Brian Epstein em Londres em 27 de agosto. Epstein havia combinado de entreter amigos em sua propriedade em Sussex durante o feriado prolongado, mas disse que poderia se juntar à banda no final do seminário. Maharishi os consolou dizendo que o espírito de Epstein ainda estava com eles e que seus bons pensamentos o ajudariam a "ter uma passagem fácil" para sua "próxima evolução". Os Beatles realizaram uma coletiva de imprensa, durante a qual Lennon e Harrison explicaram as opiniões do Maharishi sobre a morte. De acordo com McCartney, o Maharishi "foi ótimo para nós quando Brian morreu". Cynthia Lennon escreveu mais tarde: "foi como se, com a partida de Brian, os quatro precisassem de alguém novo para lhes dar direção e o Maharishi estivesse no lugar certo na hora certa".

## Consequências e influência cultural
Os Beatles fizeram planos para passar um tempo no centro de treinamento de Maharishi em Rishikesh, Índia, no final de outubro. No entanto, a pedido de McCartney, eles adiaram a viagem até o ano novo para trabalhar em seu projeto de filme Magical Mystery Tour, já que McCartney sentiu que eles deveriam primeiro se concentrar em sua carreira após a perda de Epstein. Harrison e Lennon apareceram no programa de televisão de David Frost em setembro de 1967 defendendo os benefícios da Meditação Transcendental, ponto em que, de acordo com Cynthia, Lennon era "evangélico em seu entusiasmo por Maharishi". Devido ao interesse gerado por sua primeira aparição no programa, Frost convidou a dupla de volta uma semana depois, onde discutiram a MT com uma plateia de estúdio de clérigos, acadêmicos e jornalistas.

Queremos aprender a meditar corretamente, para que possamos propagá-la e vender a ideia para todos. É assim que planejamos usar nosso poder agora. Sempre nos chamaram de líderes da juventude, e acreditamos que esta é uma boa maneira de liderar.

– John Lennon, Setembro de 1967
A fidelidade dos Beatles ao Maharishi e seus ensinamentos marcou a primeira vez que a banda se comprometeu a empregar sua influência para popularizar uma causa. Sua presença no seminário de Bangor, juntamente com as atividades promocionais de Harrison e Lennon, resultou na Meditação Transcendental se tornando um fenômeno mundial. Em seu livro American Veda, o autor Philip Goldberg compara a palestra do Maharishi em Hilton à visita de Swami Vivekananda ao Ocidente em 1893 em termos de sua importância para a religião indiana. Como resultado da cobertura dada ao interesse dos Beatles na MT, palavras como "mantra" e "guru" tornaram-se comumente usadas no Ocidente pela primeira vez. Embora a nova mensagem anti-LSD da banda tenha sido recebida com aprovação pública, sua defesa de Maharishi e da TM foi frequentemente objeto de confusão e ridículo na grande imprensa, particularmente na Grã-Bretanha. Em um evento da corte em outubro, a Rainha Elizabeth II comentou com Sir Joseph Lockwood, o presidente da EMI: "Os Beatles estão ficando muito engraçados, não é?". Agora divulgado como "O Guru dos Beatles", Maharishi fez sua oitava turnê mundial, dando palestras na Grã-Bretanha, Escandinávia, Alemanha Ocidental, Itália, Canadá e Estados Unidos.

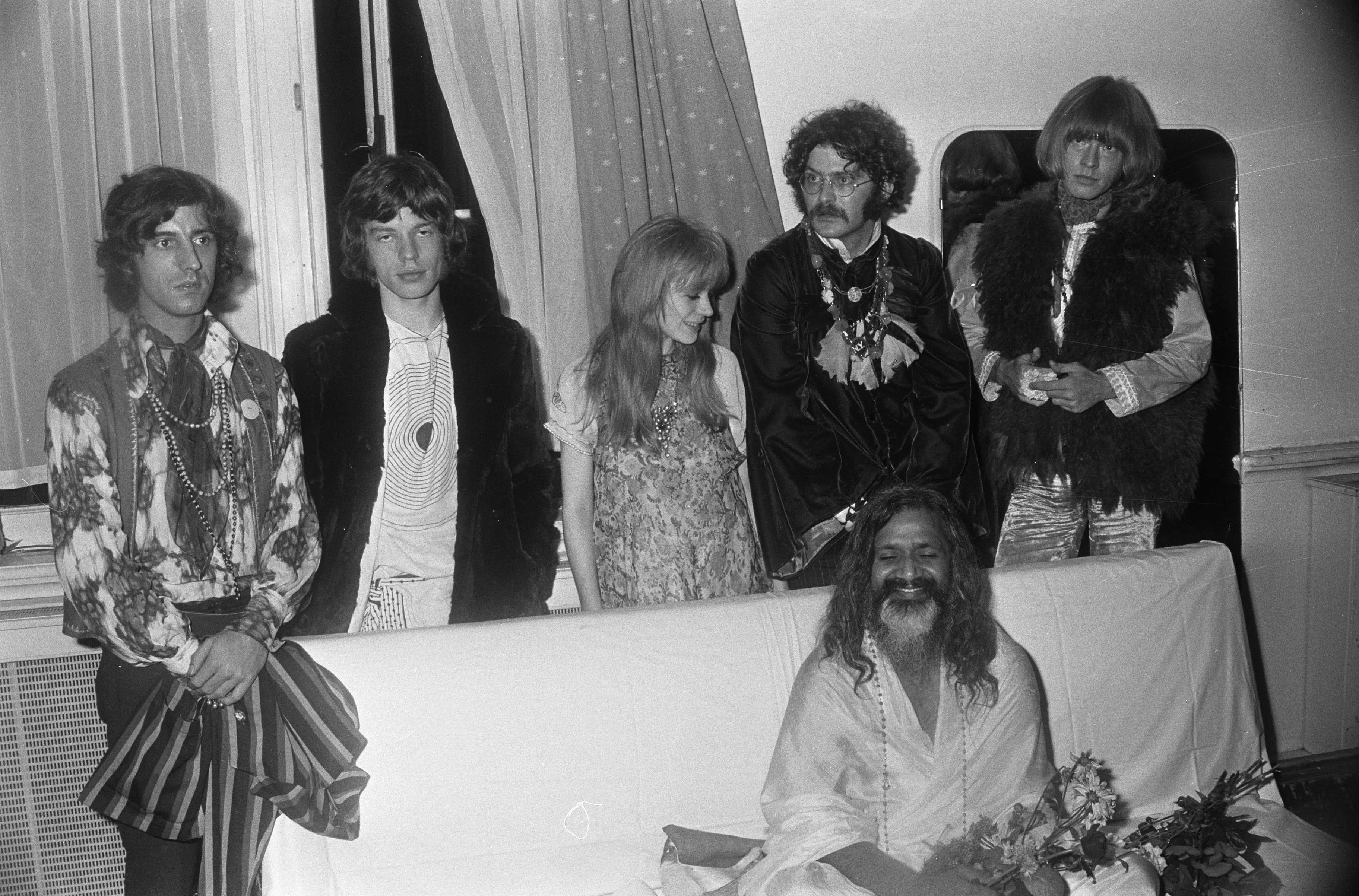
Jagger, Faithfull e Brian Jones (última fila: segundo, terceiro e quinto da esquerda, respectivamente) se encontrando com o Maharishi em Amsterdã em setembro de 1967

Entre a contracultura e a imprensa underground, a ascensão de Maharishi foi vista como um desenvolvimento significativo na busca do movimento jovem pela consciência espiritual universal. Para alguns membros da contracultura dos EUA, os Beatles encontraram a "resposta"; seu endosso à meditação foi especialmente bem-vindo em Haight-Ashbury, onde o fim do verão foi marcado por um aumento nas vítimas de drogas. Os colegas mais espiritualmente conscientes dos Beatles também foram inspirados por seu exemplo. O cantor e compositor escocês Donovan procurou Maharishi na Califórnia, tendo se unido a Harrison após o retorno deste último da Índia no final de 1966. Donovan disse mais tarde que ele e Harrison leram avidamente textos espirituais hindus e discutiram a meditação como uma forma de alcançar uma consciência superior genuína, mas não tinham o método ou um "guia" até conhecer Maharishi. Harrison também apresentou Dennis Wilson dos Beach Boys à Maharishi quando ele e Lennon se juntaram ao seu professor em um evento beneficente da UNICEF em Paris em dezembro. Outros artistas que seguiram o exemplo dos Beatles no TM incluíram membros do Grateful Dead e Jefferson Airplane, todos os quais conheceram Maharishi com Jagger e Donovan em Los Angeles naquele outono.
Devido à presença dos Beatles em Bangor e ao seu compromisso de estudar na Índia, o número de seguidores de Maharishi aumentou dez vezes para 150.000 alunos. Em novembro de 1967, o The Village Voice disse que, dado o número de músicos de rock que adotaram a meditação e a popularidade dos cursos de iniciação à MT nos campi universitários, "parece agora que Maharishi pode se tornar mais popular do que os Beatles". Em fevereiro de 1968, tendo adiado duas vezes sua partida para a Índia, os Beatles e seus parceiros românticos se juntaram a Maharishi em seu ashram em Rishikesh, ao lado de Donovan, Mike Love dos Beach Boys e a atriz americana Mia Farrow.